# II Zawody Speed–Star – Zawody spadochronowe Antek – Gliwicka Gwiazda 2017

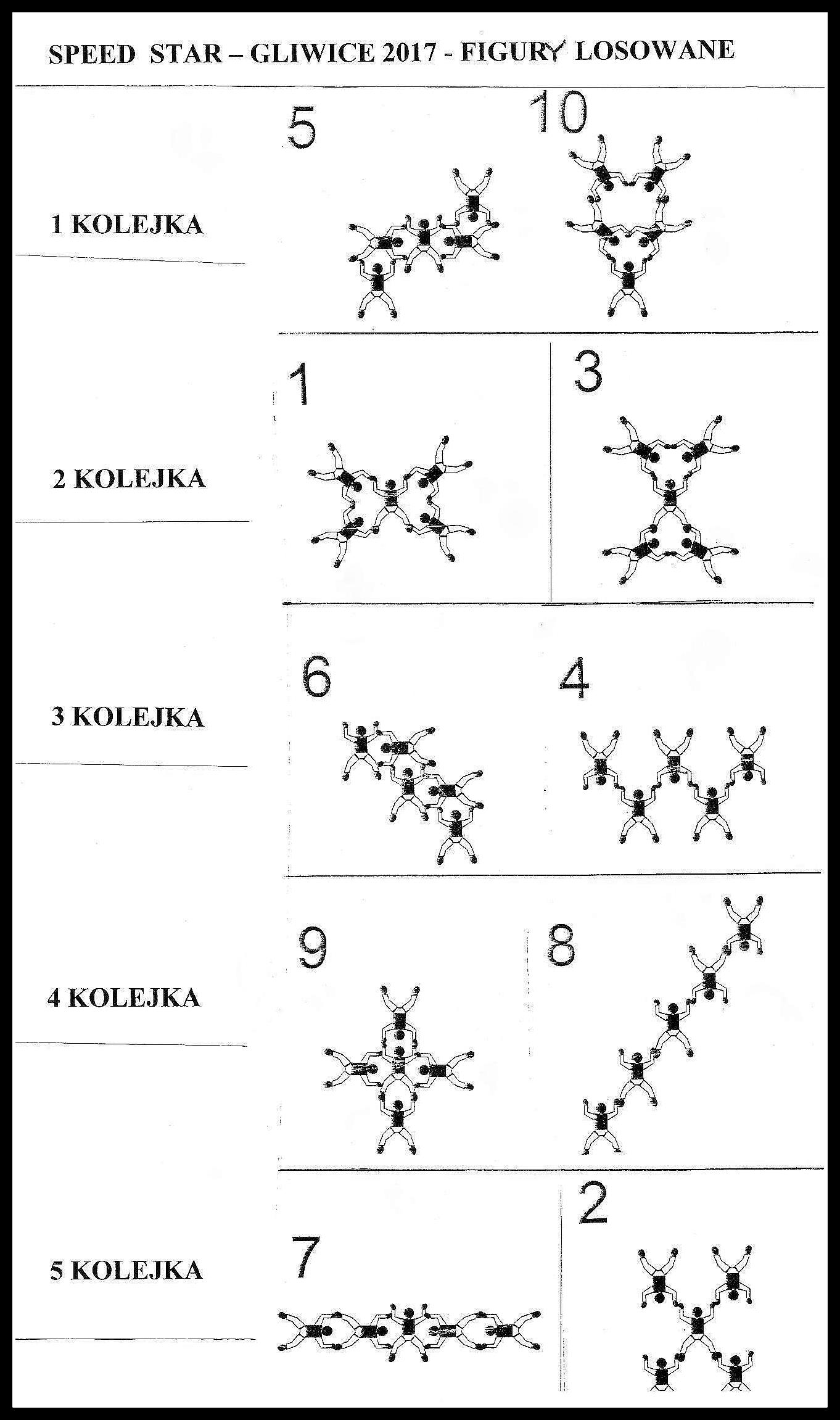
Wylosowane figury

II Zawody Speed–Star – Zawody spadochronowe Antek – Gliwicka Gwiazda 2017 – odbyły się 30 września 2017 na gliwickim lotnisku w Gliwicach. Gospodarzem Mistrzostw był Aeroklub Gliwicki, a organizatorem Sekcja Spadochronowa Aeroklubu Gliwickiego. Skoki wykonywano z wysokości 2500 metrów i czas mierzony 25 sekund, z samolotu An-2TD SP-AOB, pilotowanego przez Jacka Niezgodę i Tomasza Jackiewicza. Wykonano 11 wylotów.
Zawody rozegrano w jednej kategorii:
- Speed-Star – konkurencja polegała na stworzeniu w jak najkrótszym czasie 5. osobowej gwiazdy[a].

## Kierownictwo zawodów
- Kierownik sportowy – Jan Isielenis
- Sędzia Główny – Piotr Płotczyk

Źródło:.

## Uczestnicy
Uczestników Speed-Star – Zawody spadochronowe Antek – Gliwicka Gwiazda 2017 podano za: Jan Isielenis: Wyniki Speed-Star 2017. 2017-09-30, s. 3.
W zawodach wystartowało 5 zespołów  Polska.
1. Szybkie Szakale – Gliwice: Krzysztof Szawerna, Bartłomiej Ryś, Szymon Szpitalny, Dominik Grajner, Joachim Hatko i Tymoteusz Tabor (kamera)[b][c][d][e].
2. Łowcy Szakali – Gliwice: Mariusz Bieniek, Paweł Mostowski, Ziemowit Nowak, Danuta Polewska, Leszek Tomanek i Wojciech Kielar (kamera)[f].
3. Silesia Dream Team – Gliwice: Maciej Król, Tomasz Wojciechowski, Marcin Wilk, Robert Sitarz, Krzysztof Wilk i Dariusz Malinowski (kamera).
4. Aniołki Parówy – Gliwice: Marcin Kawiak, Monika Kielar, Filip Kubica, Tomasz Makowiecki,  Sebastian Wilczek i Tymoteusz Tabor (kamera).
5. Epic Team Rybnik – Rybnik: Tomasz Adamiak, Iwona Majewska, Mirosław Ziarkowski, Tomasz Żyła, Zygmunt Cielebucki i Wirgiliusz Wala (kamera).

## Zestaw figur
Zestaw figur Speed-Star – Zawody spadochronowe Antek – Gliwicka Gwiazda 2017 podano za: Piotr Płotczyk: Wyniki Zawodów Spadochronowych SPEED STAR ‘ANTEK – GLIWICKA GWIAZDA’. 2017-09-30, s. 1–3.
| I kolejka | II kolejka | III kolejka | IV kolejka | V kolejka |
| --------- | ---------- | ----------- | ---------- | --------- |
| 5         | 1          | 4           | 9          | 7         |
| 10        | 3          | 6           | 8          | 2         |

## Medaliści
Medalistów Speed-Star – Zawody spadochronowe Antek – Gliwicka Gwiazda 2017 podano za: Piotr Płotczyk: Wyniki Zawodów Spadochronowych SPEED STAR ‘ANTEK – GLIWICKA GWIAZDA’. 2017-09-30, s. 1–3.
| Konkurencja | Złoto                     | Srebro                  | Brąz                         |
| Speed-Star  | Szybkie Szakale – Gliwice | Łowcy Szakali – Gliwice | Silesia Dream Team – Gliwice |

## Wyniki zawodów
Wyniki Speed-Star – Zawody spadochronowe Antek – Gliwicka Gwiazda 2017 podano za: Wyniki Zawodów Spadochronowych SPEED STAR ‘ANTEK – GLIWICKA GWIAZDA’ Płotczyk: Wyniki Zawodów Spadochronowych SPEED STAR ‘ANTEK – GLIWICKA GWIAZDA’. 2017-09-30, s. 1–3.
| Kolejka |         | Szybkie Szakale | Silesia Dream Team | Epic Team Rybnik | Aniołki Parówy | Łowcy Szakali |
| ------- | ------- | --------------- | ------------------ | ---------------- | -------------- | ------------- |
| I       | Gwiazda | 15,63           | 21,05              | 22,18            | 24,41          | 19,18         |
| I       | Punkty  | 2               | 0                  | 0                | 0              | 1             |
| I       | Kara    | 0               | 0                  | 0                | 0              | 0             |
| I       | Wynik   | 13,63           | 21,05              | 22,18            | 24,41          | 18,18         |
| II      | Gwiazda | 15,71           | 22,75              | 25,00            | 19,89          | 12,85         |
| II      | Punkty  | 2               | 0                  | 0                | 0              | 3             |
| II      | Kara    | 0               | 0                  | 0                | 0              | 0             |
| II      | Wynik   | 13,71           | 22,75              | 25,00            | 19,89          | 9,85          |
| III     | Gwiazda | 15,20           | 17,52              | 25,00            | 21,91          | 11,94         |
| III     | Punkty  | 2               | 1                  | 0                | 0              | 1             |
| III     | Kara    | 0               | 0                  | 0                | 0              | 0             |
| III     | Wynik   | 13,20           | 16,52              | 25,00            | 21,91          | 10,98         |
| IV      | Gwiazda | 12,78           | 18,05              | 22,22            | 22,70          | 15,73         |
| IV      | Punkty  | 2               | 1                  | 0                | 0              | 1             |
| IV      | Kara    | 0               | 0                  | 0                | 0              | 0             |
| IV      | Wynik   | 10,78           | 17,05              | 22,22            | 22,70          | 14,73         |
| Wyniki  | Wyniki  | 51,32           | 77,37              | 94,40            | 88,91          | 53,74         |
| Miejsce | Miejsce | I               | III                | V                | IV             | II            |